# Latalus socialis
Latalus socialis är en insektsart som beskrevs av Flor 1861. Latalus socialis ingår i släktet Latalus och familjen dvärgstritar. Utöver nominatformen finns också underarten L. s. onustus.